# مينيسوتا لينكس
مينيسوتا لينكس (بالإنجليزية: Minnesota Lynx)‏ هو فريق كرة سلة أمريكي للمحترفين تأسس في سنة 1998 يقع في منيابولس. يلعب في دوري الاتحاد الوطني لكرة السلة النسائية وفاز بالبطولة ثلاث مرات (2011، 2013، 2015).

## وصلات خارجية
- الموقع الرسمي